# Смит, Мартин Круз
Мартин Круз Смит, наст. имя Уильям Мартин Смит (англ. Martin Cruz Smith; 3 ноября 1942, Рединг, Пенсильвания — 11 июля 2025, Сан-Рафел, Калифорния) — современный американский писатель, автор произведений детективного жанра.

## Жизнь и творчество
Мартин К.Смит родился в семье джазового музыканта, мать его была индианкой. Высшее образование получил в Пенсильванском университете, окончив его бакалавром искусств в 1964 году. В 1965—1969 годах работал журналистом, затем начинает карьеру профессионального писателя. В 1970-е годы выходит в свет ряд его романов, подписанных различными псевдонимами. Международное признание получил созданный М. Смитом в 1981 году роман «Парк Горького». В нём впервые появляется в качестве главного героя фигура московского следователя Аркадия Ренько, впоследствии действующего ещё в шести романах писателя. Раннее же творчество Мартина Смита — прежде всего приключенческие произведения и вестерны, подписанные псевдонимом Джейк Логан (Jake Logan) и вошедшие в серию из более чем 300 вестернов начала 1970-х годов Slocum.
Мартин К.Смит отмечен рядом престижных литературных наград — за роман «Парк Горького» он получает премию «Золотой кинжал» британской Ассоциации писателей-криминалистов; дважды ему присуждалась американская премия Дэшила Хэммета (носящая имя писателя Дэшила Хэммита, автора произведений, признанных классикой детективного жанра) — за романы «Роза» (1997) и «Гаванский залив» (2000). За роман «Призрак Сталина» М. Смиту была в 2008 году присуждена Германская премия криминальной литературы.
Смит умер от болезни Паркинсона в доме престарелых в Сан-Рафеле, штат Калифорния, 11 июля 2025 года в возрасте 82 лет.

## Сочинения (избранное)
Изданные под псевдонимом Саймон Квинн:
- 1974 — The Devil in Kansas
- 1974 — The Last Time I Saw Hell
- 1974 — Nuplex Red
- 1974 — His Eminence, Death
- 1975 — The Midas Coffin
- 1976 — Last Rites for the Vulture
- 1975 — The Human Factor

Серия с сыщиком Аркадием Ренько:
- 1981 — Gorky Park (Парк Горького)
- 1989 — Polar Star (Полярная звезда)
- 1991 — Red Square (Красная площадь)
- 1999 — Havana Bay (Гаванский залив)
- 2004 — Wolves eat Dogs (Волки сильнее собак)
- 2007 — Stalin’s Ghost (Призрак Сталина)
- 2010 — Three Stations (Три вокзала).

Другие романы:
- 1970 — The Indians Won
- 1971 — Gypsy in Amber
- 1972 — Canto for a Gypsy
- 1972 — The Analog Bullet

под псевдонимом Ник Картер:
- 1972 — Inca Death Squad
- 1973 — The Devil’s Dozen

под псевдонимом Мартин Квинн:
- 1975 — The Wilderness Family

- 1977 — Nightwing
- 1986 — Stallion Gate
- 1986 — Overture to Death
- 1996 — Rose
- 2002 — December 6 / Tokyo Station

## Фильмография
- 1978: Nightwing
- 1983: Парк Горького

## Критика
- Олег Битов. Эх, да с кольтом, да вдоль Москвы-реки // Литературная газета. 28 октября 1981 года.

## Дополнения
- официальный сайт Мартина К.Смита (на англ. языке)
- ARTE Krimiwelt (недоступная ссылка)